# Sarmiko
Sarmiko / Przygoda małego Sarmiko (ros. Сармико) – radziecki krótkometrażowy film animowany z 1952 roku w reżyserii Olgi Chodatajewy i Jewgienija Rajkowskiego.

## Fabuła
Na dalekiej Północy mieszka ze swoim dziadkiem mały Sarmiko. Pewnego dnia po powrocie z polowania na morsy chłopiec dowiaduje się o przybyciu samolotu, który dostarcza całej okolicy niezbędne przedmioty i pożywienie. Chłopak wyrusza na nartach w kierunku lądowiska, gdzie ma się spotkać ze swoją przyjaciółką Anią. Dziewczynka nie mogąc się doczekać przybycia Sarmiko wbrew zakazowi ojca jedzie na skróty po zamarzniętym jeziorze. Niestety, lód okazuje się bardzo kruchy. Dzięki dzielnemu Sarmiko wszystko kończy się dobrze.

## Obsada (głosy)
- Michaił Trojanowski
- Wsiewołod Sanajew
- Siergiej Stolarow

Źródło:

## Animatorzy
Rienata Mirienkowa, Władimir Danilewicz, Michaił Botow, Dmitrij Biełow, Jurij Prytkow, Władimir Arbiekow, Roman Dawydow, Tatjana Taranowicz, Lidija Riezcowa, Fiodor Chitruk

## Nagrody
- 1952 - Nagroda dla najlepszego filmu animowanego na VII Międzynarodowym Festiwalu Filmowym w Karlowych Warach[4]

## Wersja polska

### Przygoda małego Sarmiko
W Polsce film miał swoją premierę w 1953 roku pod nazwą Przygoda małego Sarmiko w wersji z polskim dubbingiem.

### Sarmiko
Film został wydany z nowym dubbingiem pod nazwą Sarmiko w serii Bajki rosyjskie (odc. 25).
W wersji polskiej udział wzięli:
- Monika Wierzbicka jako Ania
- Jacek Bończyk jako Sarmiko
- Włodzimierz Press jako dziadek
- Ryszard Olesiński
- Tomasz Bednarek
- Krzysztof Strużycki

Realizacja:
- Reżyseria: Stanisław Pieniak
- Dialogi: Stanisława Dziedziczak
- Teksty piosenek i wierszy: Andrzej Brzeski
- Opracowanie muzyczne: Janusz Tylman, Eugeniusz Majchrzak
- Dźwięk: Robert Mościcki, Marcin Kijo, Joanna Fidos
- Montaż: Dorota Sztandera
- Kierownictwo produkcji: Krystyna Dynarowska
- Opracowanie: Telewizyjne Studia Dźwięku – Warszawa
- Lektor: Krzysztof Strużycki